# Кіото (парк)
Парк «Кіото» — парк-пам'ятка садово-паркового мистецтва у Києві, оформлений в японському стилі, об'єкт природно-заповідного фонду.
Розташований у Деснянському районі міста Києва. Простягається вздовж вулиці Кіото між станціями метрополітену Чернігівська та Лісова.
У 2018 р. парк оголошений парком пам'яткою садово-паркового мистецтва "Парк Кіото".

## Історія
Парк був заснований у 1972 році на знак дружніх відносин, відразу після підписання договору про співпрацю та розвиток міст — столиці України Києва та культурної столиці Японії — Кіото. На честь відкриття, у подарунок з Кіото парк отримав «квадратну багатоповерхову ступу» висотою в 5 метрів — гранітну пагоду, культову споруду, у яку зазвичай закладають реліквії, та яка сприятливо впливає на навколишню місцевість. Всі деталі та символіка були запозичені із паркової культури Японії.

## Сучасний стан
В центрі парку розташований сад каменів. Тут можна побачити камінь почесного сидіння, камінь печерного виду, камінь-охоронець, камінь місячної тіні.
З рослин можна побачити вікові сосни, японський клен.
3 вересня 2011 року спільно з членами японської делегації була висаджена алея сакур. Дерева висаджені в два ряди вздовж пішохідних доріжок з внутрішньої сторони та простягнулись на відстань у 987 метрів уздовж Броварського проспекту та налічують 360 голландських саджанців.
Починаючи з 2015-16 рр., парк поступово реконструюють — замінюють покриття доріжок, оновлюють освітлення.
В травні 2017 р. був відкритий дзен-сад — гравієвий сад в японському стилі з сухим озером, посеред якого стоять два камені, з'єднані містком. Поряд знаходиться альтанка, яка імітує пагоду (в майбутньому — будинок охорони) і зростає бонсай та декілька магнолій.
Весною 2018 р. було відновлене і розширене озеро, а також прилеглі кургани і пагода, споруджений водоспад і сухий струмок. В озері живуть червоні рибки, поряд ростуть рододендрони.

## Забудова
13 липня 2019 прийняте рішення про забудову частини парку біля метро "Лісова" — планується ТРЦ та паркінг.

## Галерея

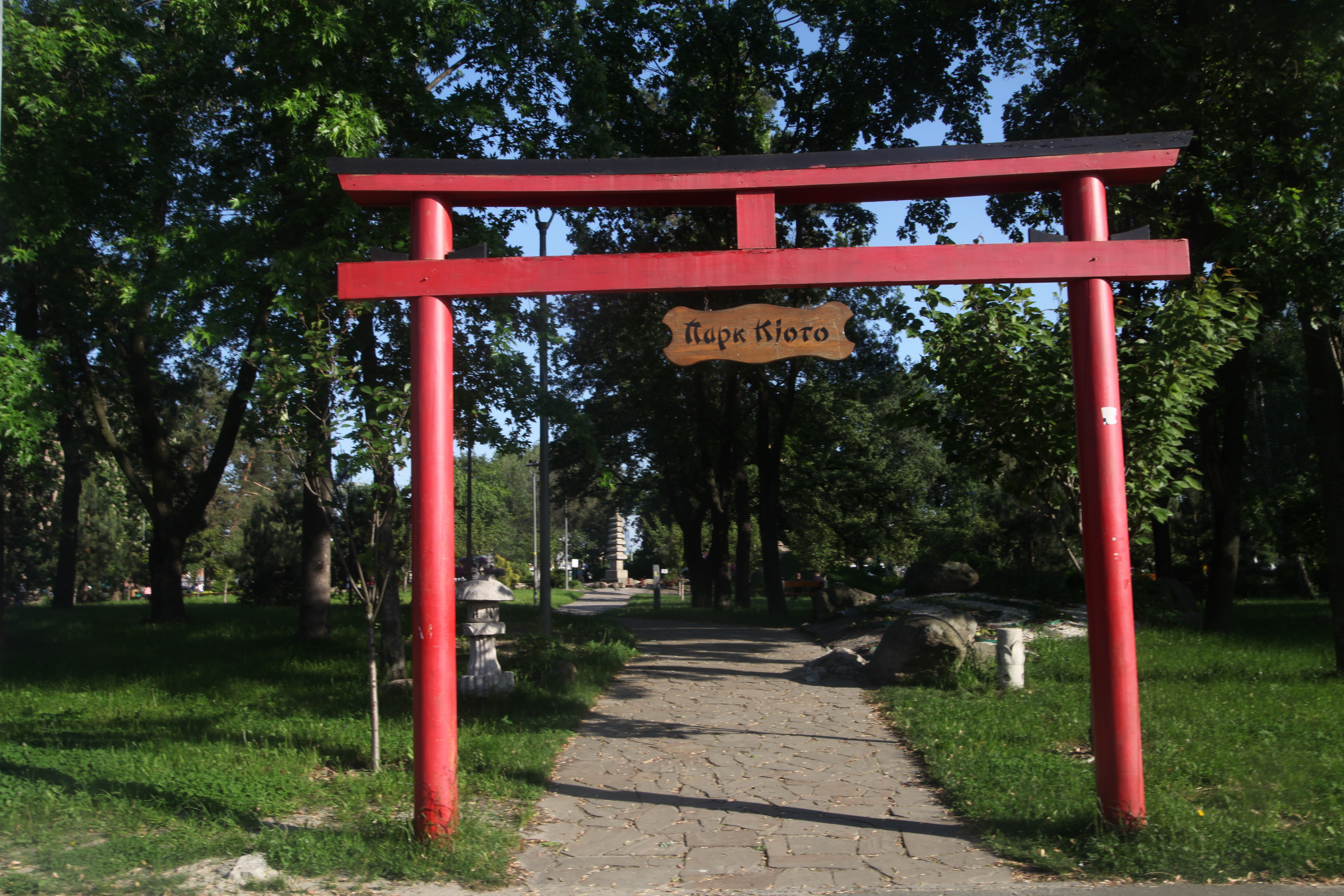
Торії при вході до парку
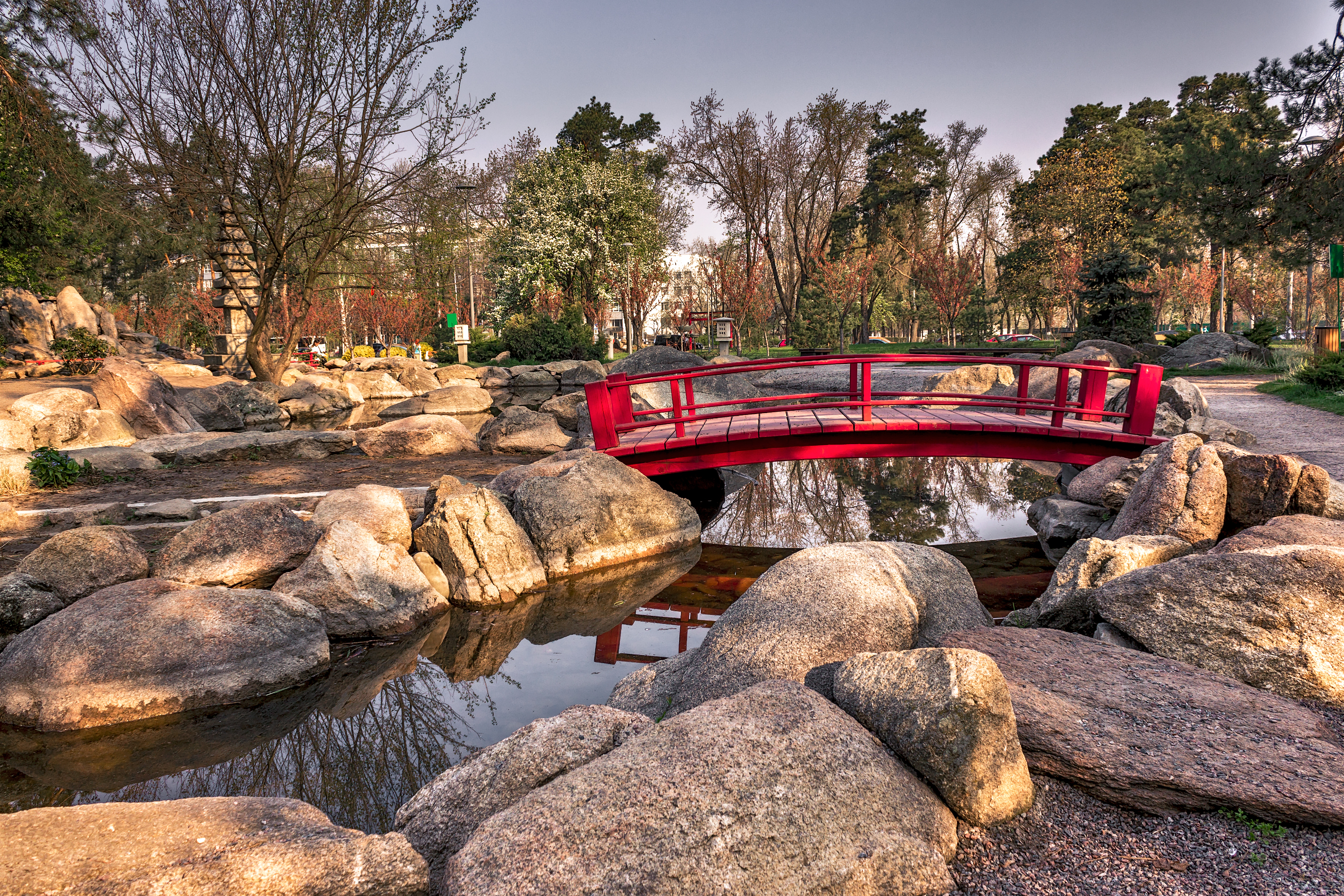
Парк «Кіото»
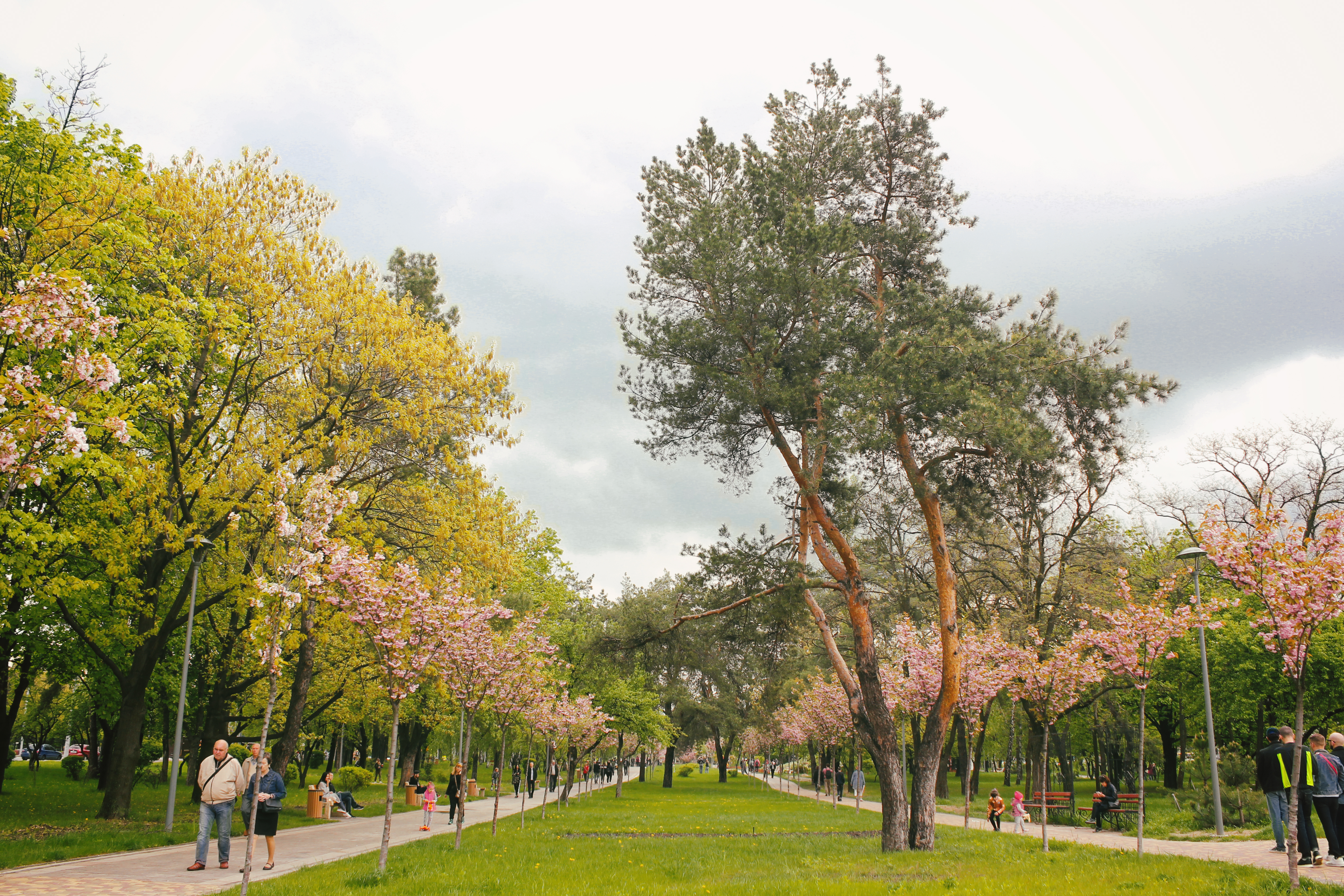
Алея сакурПарк «Кіото»
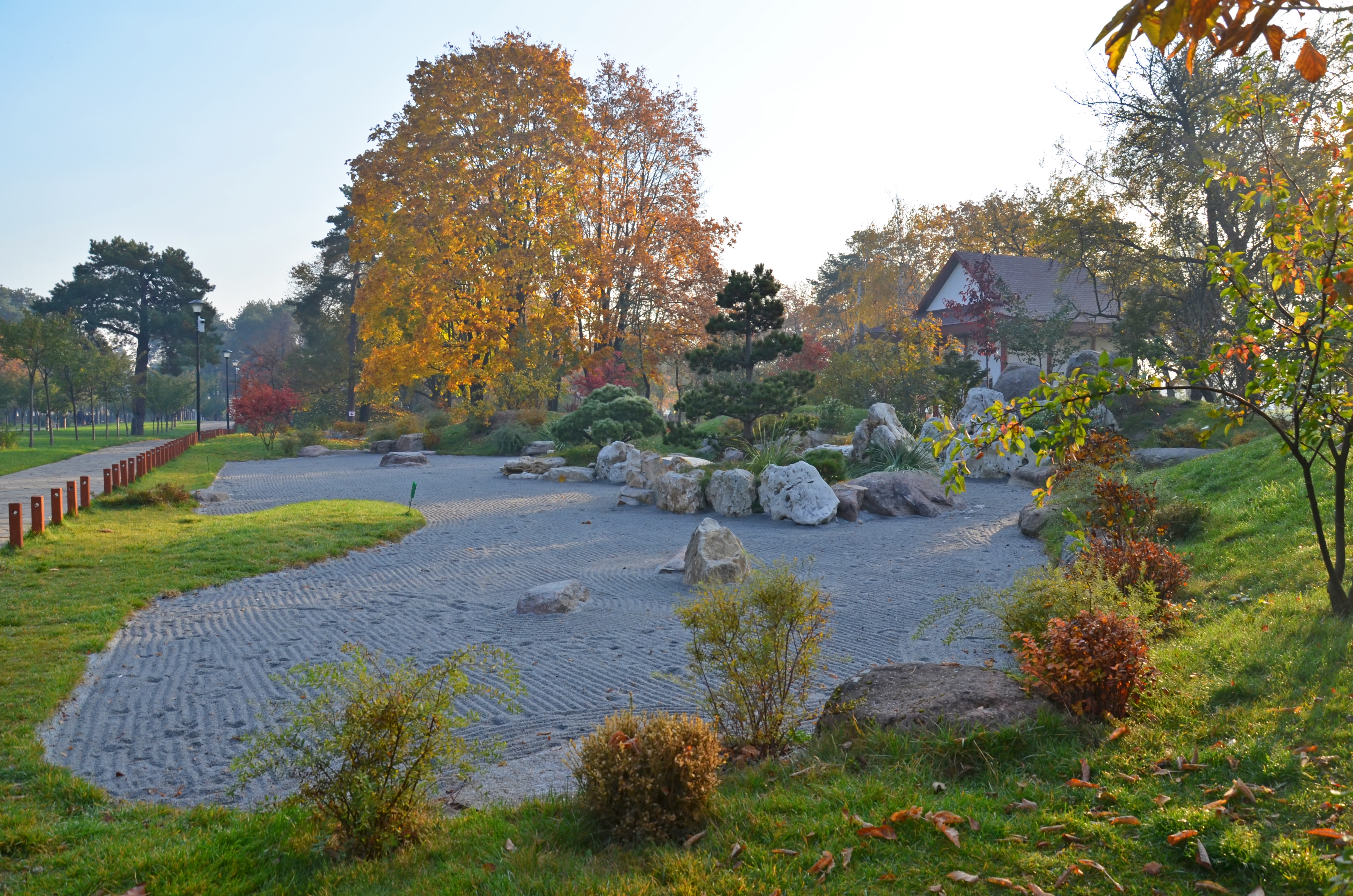
Парк «Кіото»
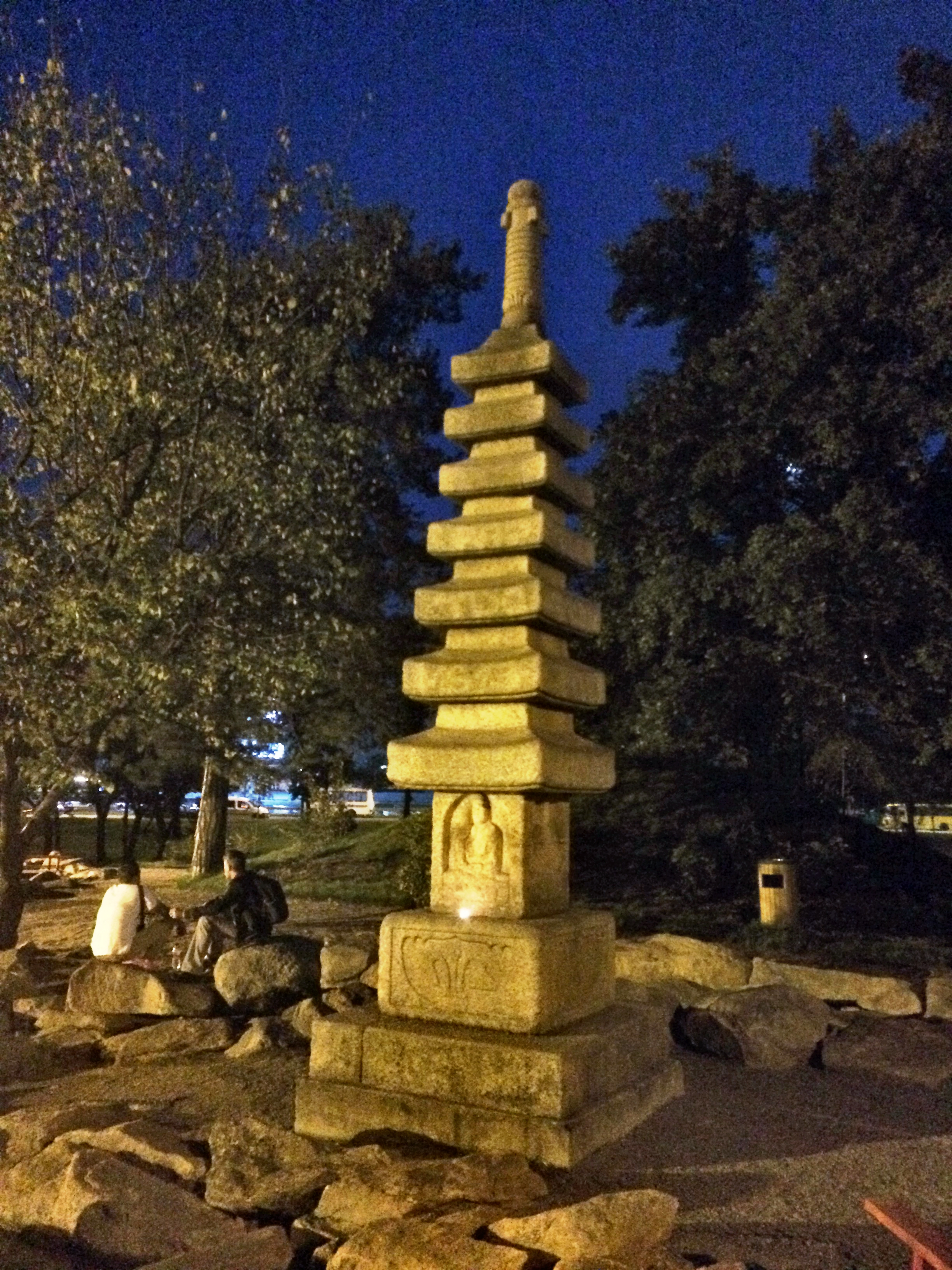
Пагода
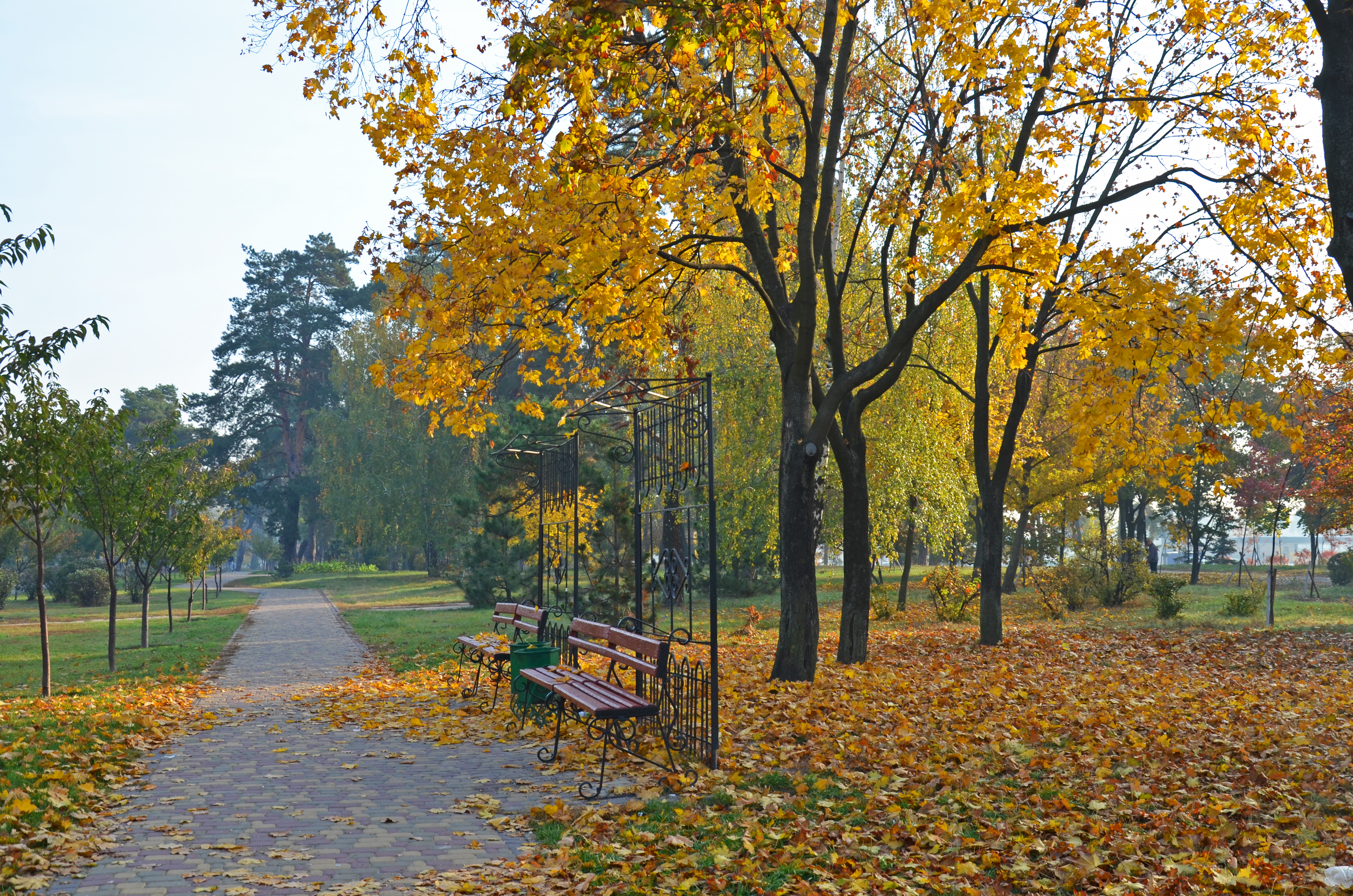
Лавки
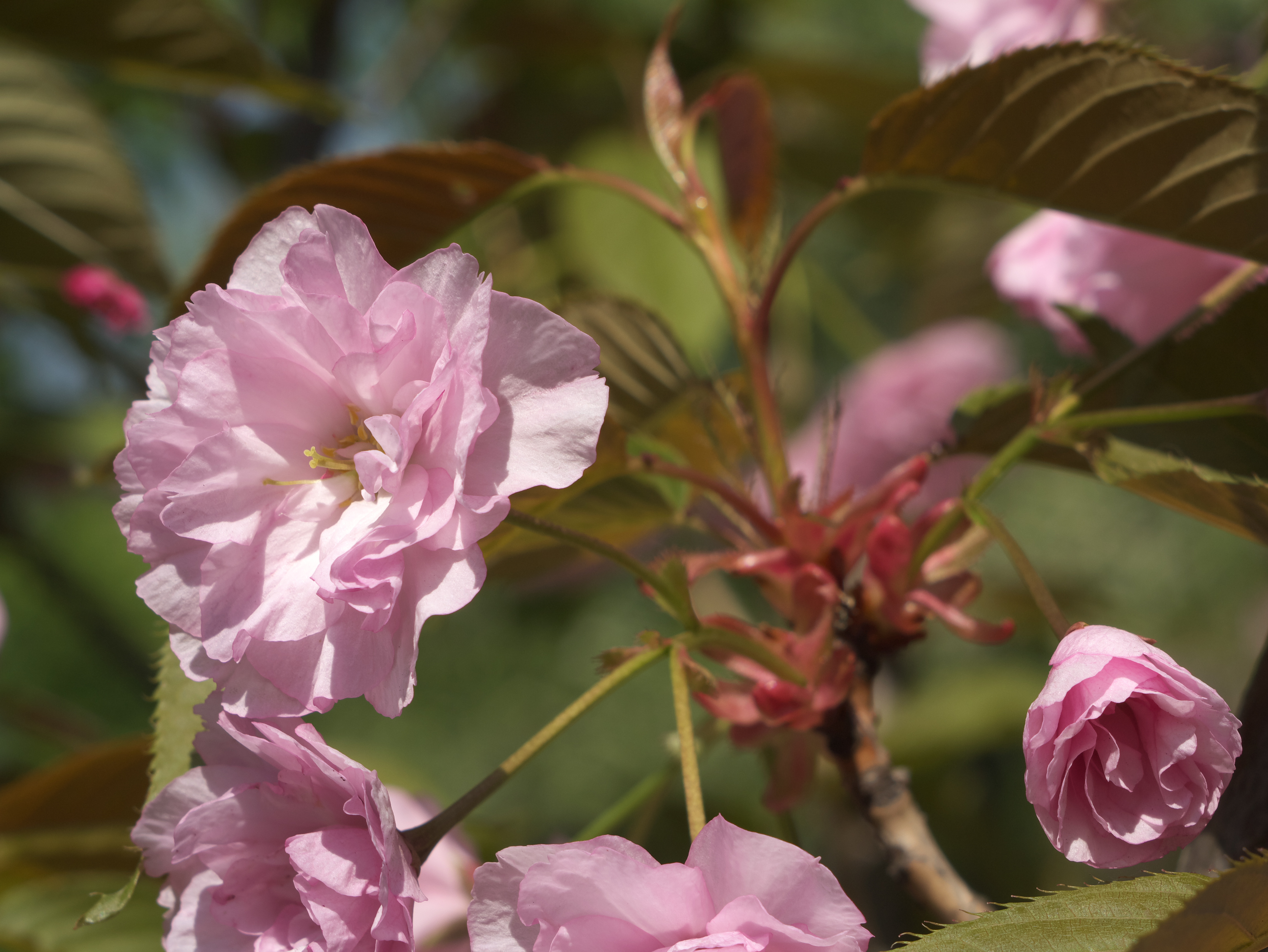
Квіти сакури у парку “Кіото”
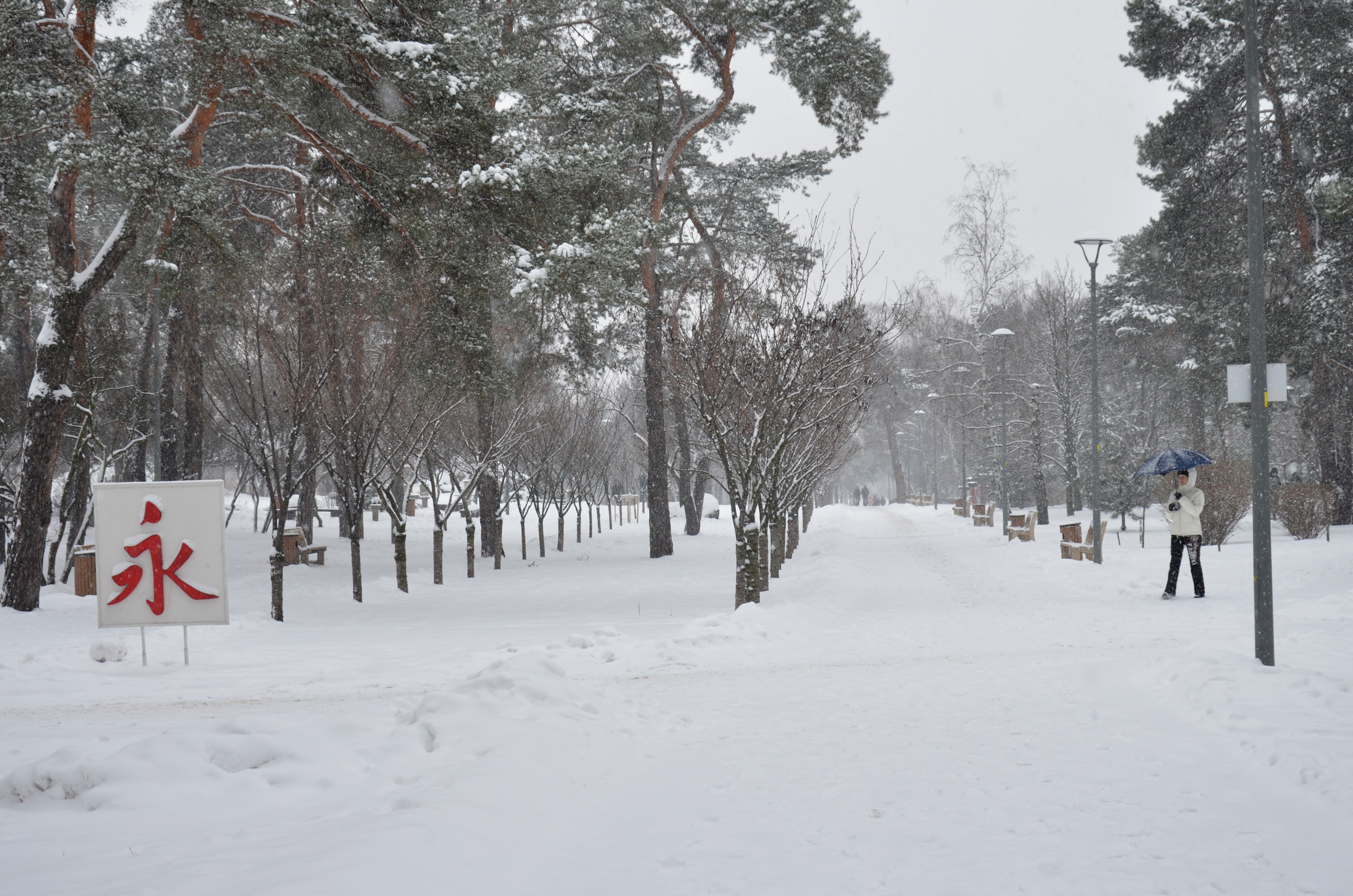
Парк Кіото взимку
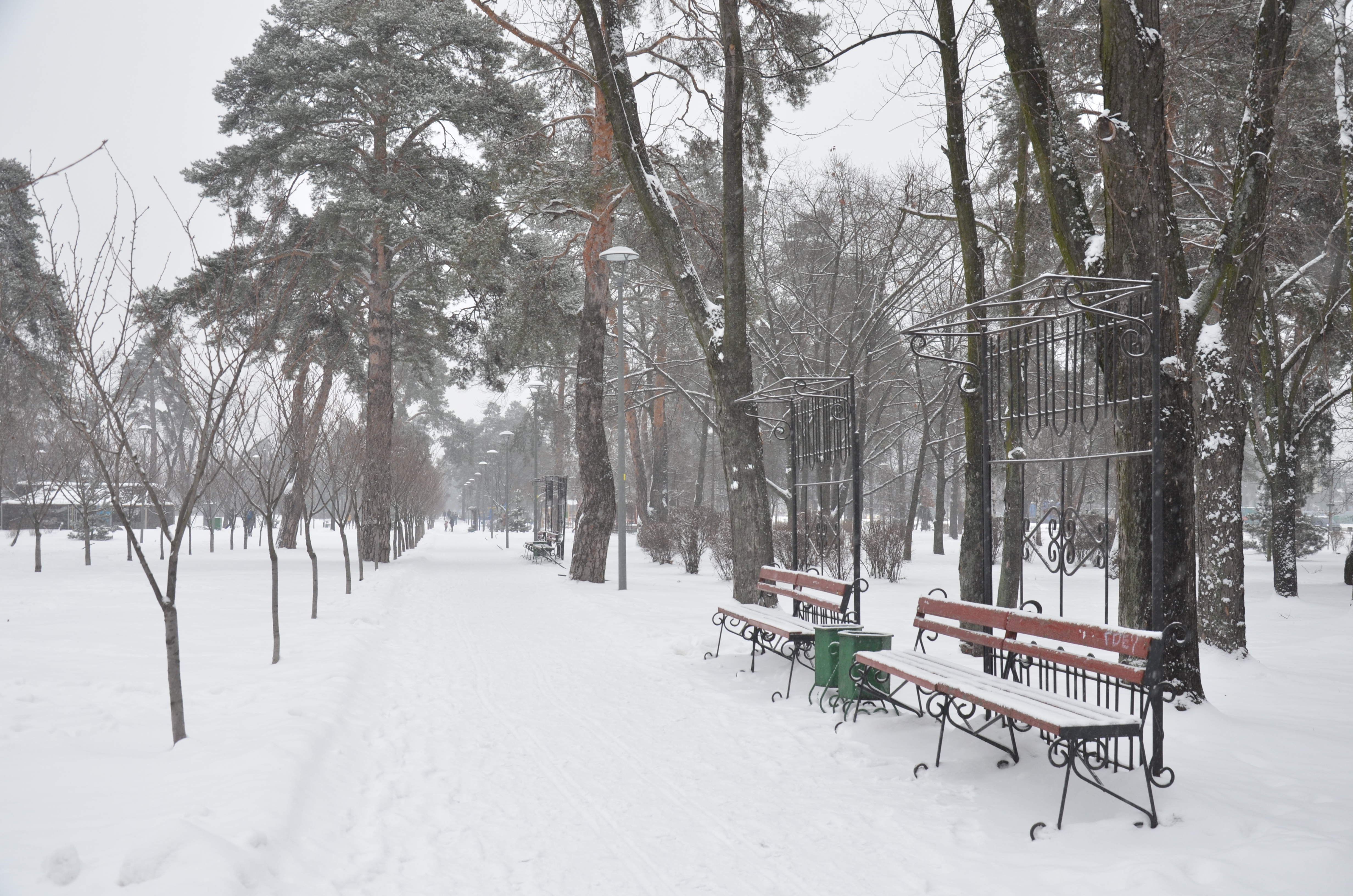
Парк Кіото взимку